# Premier League 2025-26
La Premier League 2025-26 es la 127.ª edición de la máxima competición profesional de fútbol en Inglaterra, y la 34.ª edición desde que pasó de ser Football League First Division a Premier League. El torneo comenzó el 15 de agosto de 2025 y finalizará el 24 de mayo de 2026.
Esta es la primera temporada completa en la que se utiliza la tecnología de fuera de juego semiautomática, tras su introducción durante la temporada anterior, el 12 de abril de 2025.
La temporada 2025-26 consta de 33 rondas de partidos de fin de semana y cinco rondas entre semana. Puma reemplazará a Nike como proveedor oficial de balones de partido a partir de esta temporada.
Esta es la primera temporada que presenta el Derbi de Tyne & Wear en la Premier League desde la temporada 2015-16, tras el ascenso del Sunderland de la Sky Bet Championship 2024-25 a través de los play-offs.
Un total de 20 equipos participan en la competición, incluyendo 17 equipos de la temporada anterior y 3 provenientes de la Sky Bet Championship 2024-25.
El Liverpool es el campeón defensor.

## Sistema de competición
La competición consistirá de un grupo único integrado por veinte clubes de toda la geografía de Inglaterra. Siguiendo un sistema de liga, los veinte equipos se enfrentarán todos contra todos en dos ocasiones, una en campo propio y otra en campo contrario, sumando un total de 38 jornadas. El orden de los encuentros se decidió por sorteo antes de empezar la competición y la clasificación final se establecerá teniendo en cuenta los puntos obtenidos en cada enfrentamiento, a razón de tres por partido ganado, uno por empate y ninguno en caso de derrota.

### Clasificación para competiciones europeas
Los cuatro mejores equipos se clasificarán para la Liga de Campeones de la UEFA 2026-27. El campeón de la Emirates FA Cup 2025-26 y el equipo que ocupe la quinta posición clasificarán a la Liga Europa de la UEFA 2026-27. El campeón de la Carabao Cup 2025-26 clasificará a la Liga Conferencia de la UEFA 2026-27 y los últimos tres descenderán a la Sky Bet Championship 2026-27.
No obstante, esta distribución se puede ver alterada si alguno de los equipos que han obtenido una plaza en alguna competición europea a través de las competiciones nacionales hubiera obtenido una plaza diferente tras la consecución de algún título europeo en la misma temporada, o hubiera obtenido dos plazas distintas en competiciones nacionales (una a través de la Liga y otra a través de la Copa), provocando así las siguientes dos excepciones:
- Excepción de la FA Cup: Si un equipo obtiene una plaza para la Liga Europa de la UEFA por ganar la Emirates FA Cup, pero finaliza la temporada entre los cuatro primeros clasificados de la Premier League, clasificando a la Liga de Campeones de la UEFA 2026-27, la plaza obtenida en Copa pasa al quinto clasificado, siendo el equipo clasificado en sexto lugar quien acceda a la plaza de la Liga Europa de la UEFA.

- Excepción de la EFL Cup: Si un equipo obtiene una plaza para la Liga Conferencia de la UEFA por ganar la Carabao Cup, pero finaliza la temporada entre los cinco primeros clasificados de la Premier League, clasificando a la Liga de Campeones de la UEFA 2026-27 o a la Liga Europa de la UEFA 2026-27, la plaza obtenida en Copa pasa al sexto clasificado y, en caso de que suceda la excepción de la Emirates FA Cup, la plaza obtenida en Copa pasa al séptimo lugar quien va acceder a la Liga Conferencia de la UEFA.

- Excepción por rendimiento europeo: Debido al cambio de formato de las competencias europeas, la UEFA creó dos Plazas de Rendimiento Europeo en la fase de grupos de la Liga de Campeones, que serán otorgadas a las dos primeras federaciones en el ranking de la federación. En caso de que los equipos ingleses reciban una Plaza de Rendimiento Europeo, esta será otorgada al quinto mejor clasificado y la plaza de la Liga Europa de la UEFA 2026-27 pasaría al sexto clasificado. Esta excepción también afecta a las excepciones de Emirates FA Cup y Carabao Cup.

## Relevos
Veinte equipos competirán en la liga: los 17 mejores equipos de la Premier League 2024-25 y los 3 equipos promovidos de la Sky Bet Championship 2024-25.
Los equipos ascendidos son Leeds United, Burnley y Sunderland, que ascendieron tras 2, 1 y 8 temporadas de ausencia, respectivamente. Reemplazarán a Leicester City, Ipswich Town y Southampton, que descendieron después de solo una temporada en la máxima categoría. Esta fue la segunda temporada consecutiva, y sólo la tercera vez en la historia de la máxima categoría masculina inglesa, donde los tres equipos ascendidos descendieron después de sólo una temporada.
| Pos. | Descendidos a Sky Bet Championship |
| ---- | ---------------------------------- |
| 18.º | Leicester City                     |
| 19.º | Ipswich Town                       |
| 20.º | Southampton                        |

| Pos.  | Ascendidos de Sky Bet Championship |
| ----- | ---------------------------------- |
| 1.º   | Leeds United                       |
| 2.º   | Burnley                            |
| Prom. | Sunderland                         |

## Información
| Equipo                  | Ciudad          | Entrenador          | Estadio                   | Capacidad | Proveedor | Patrocinador       |
| ----------------------- | --------------- | ------------------- | ------------------------- | --------- | --------- | ------------------ |
| Arsenal                 | Islington       | Mikel Arteta        | Emirates Stadium          | 60 704    | Adidas    | Emirates           |
| Aston Villa             | Birmingham      | Unai Emery          | Villa Park                | 42 918    | Adidas    | Betano             |
| Bournemouth             | Bournemouth     | Andoni Iraola       | Vitality Stadium          | 11 307    | Umbro     | BJ88               |
| Brentford               | Brentford       | Keith Andrews       | Gtech Community Stadium   | 17 250    | Joma      | Hollywoodbets      |
| Brighton & Hove Albion  | Brighton & Hove | Fabian Hürzeler     | American Express Stadium  | 31 876    | Nike      | American Express   |
| Burnley                 | Burnley         | Scott Parker        | Turf Moor                 | 21 944    | Castore   | 96.com             |
| Chelsea                 | Fulham          | Enzo Maresca        | Stamford Bridge           | 40 173    | Nike      | [[]]               |
| Crystal Palace          | Croydon         | Oliver Glasner      | Selhurst Park             | 25 486    | Macron    | NET88              |
| Everton                 | Liverpool       | David Moyes         | Hill Dickinson Stadium    | 52 888    | Castore   | Stake.com          |
| Fulham                  | Fulham          | Marco Silva         | Craven Cottage            | 29 589    | Adidas    | SBOTOP             |
| Leeds United            | Leeds           | Daniel Farke        | Elland Road               | 37 645    | Adidas    | Red Bull           |
| Liverpool               | Liverpool       | Arne Slot           | Anfield                   | 61 276    | Adidas    | Standard Chartered |
| Manchester City         | Mánchester      | Pep Guardiola       | Etihad Stadium            | 53 400    | Puma      | Etihad Airways     |
| Manchester United       | Mánchester      | Rúben Amorim        | Old Trafford              | 74 310    | Adidas    | Snapdragon         |
| Newcastle United        | Newcastle       | Eddie Howe          | St James' Park            | 52 305    | Adidas    | Sela               |
| Nottingham Forest       | Nottingham      | Nuno Espírito Santo | City Ground               | 30 455    | Adidas    | Bally's            |
| Sunderland              | Sunderland      | Régis Le Bris       | Stadium of Light          | 49 000    | Hummel    | W88                |
| Tottenham Hotspur       | Tottenham       | Thomas Frank        | Tottenham Hotspur Stadium | 62 850    | Nike      | AIA Group          |
| West Ham United         | Stratford       | Graham Potter       | London Stadium            | 62 500    | Umbro     | Boyle Sports       |
| Wolverhampton Wanderers | Wolverhampton   | Vítor Pereira       | Molineux Stadium          | 31 750    | Sudu      | Debet              |

### Cambios de entrenadores
| Equipo            | Entrenador (Jornadas) | Fecha de vacante    | Tipo de salida                   | Posición en la tabla | Entrenador entrante | Fecha de nombramiento |
| ----------------- | --------------------- | ------------------- | -------------------------------- | -------------------- | ------------------- | --------------------- |
| Tottenham Hotspur | Ange Postecoglou      | 6 de junio de 2025  | Despedido                        | Pretemporada         | Thomas Frank        | 12 de junio de 2025   |
| Brentford         | Thomas Frank          | 12 de junio de 2025 | Contratado por Tottenham Hotspur | Pretemporada         | Keith Andrews       | 27 de junio de 2025   |

## Localización
| Región                      | N.º | Equipos                                                                                  |
| --------------------------- | --- | ---------------------------------------------------------------------------------------- |
| Gran Londres                | 7   | Arsenal, Brentford, Chelsea, Crystal Palace, Fulham, Tottenham Hotspur y West Ham United |
| Gran Mánchester             | 2   | Manchester City y Manchester United                                                      |
| Merseyside                  | 2   | Everton y Liverpool                                                                      |
| Tierras Medias Occidentales | 2   | Aston Villa y Wolverhampton Wanderers                                                    |
| Tyne y Wear                 | 2   | Newcastle United y Sunderland                                                            |
| Dorset                      | 1   | Bournemouth                                                                              |
| Lancashire                  | 1   | Burnley                                                                                  |
| Nottinghamshire             | 1   | Nottingham Forest                                                                        |
| Sussex del Este             | 1   | Brighton & Hove Albion                                                                   |
| Yorkshire del Oeste         | 1   | Leeds United                                                                             |

## Clasificación

### Tabla de posiciones
| Pos. | Equipo                  | Pts. | PJ | G | E | P | GF | GC | Dif. | Clasificación 2026-27                |
| ---- | ----------------------- | ---- | -- | - | - | - | -- | -- | ---- | ------------------------------------ |
| 1    | Manchester City         | 3    | 1  | 1 | 0 | 0 | 4  | 0  | +4   | Fase de liga de la Liga de Campeones |
| 2    | Sunderland              | 3    | 1  | 1 | 0 | 0 | 3  | 0  | +3   | Fase de liga de la Liga de Campeones |
| 3    | Tottenham Hotspur       | 3    | 1  | 1 | 0 | 0 | 3  | 0  | +3   | Fase de liga de la Liga de Campeones |
| 4    | Liverpool               | 3    | 1  | 1 | 0 | 0 | 4  | 2  | +2   | Fase de liga de la Liga de Campeones |
| 5    | Nottingham Forest       | 3    | 1  | 1 | 0 | 0 | 3  | 1  | +2   | Fase de liga de la Liga Europa       |
| 6    | Arsenal                 | 3    | 1  | 1 | 0 | 0 | 1  | 0  | +1   |                                      |
| 7    | Leeds United            | 3    | 1  | 1 | 0 | 0 | 1  | 0  | +1   |                                      |
| 8    | Brighton & Hove Albion  | 1    | 1  | 0 | 1 | 0 | 1  | 1  | 0    |                                      |
| 9    | Fulham                  | 1    | 1  | 0 | 1 | 0 | 1  | 1  | 0    |                                      |
| 10   | Aston Villa             | 1    | 1  | 0 | 1 | 0 | 0  | 0  | 0    |                                      |
| 11   | Chelsea                 | 1    | 1  | 0 | 1 | 0 | 0  | 0  | 0    |                                      |
| 12   | Crystal Palace          | 1    | 1  | 0 | 1 | 0 | 0  | 0  | 0    |                                      |
| 13   | Newcastle United        | 1    | 1  | 0 | 1 | 0 | 0  | 0  | 0    |                                      |
| 14   | Everton                 | 0    | 1  | 0 | 0 | 1 | 0  | 1  | −1   |                                      |
| 15   | Manchester United       | 0    | 1  | 0 | 0 | 1 | 0  | 1  | −1   |                                      |
| 16   | Bournemouth             | 0    | 1  | 0 | 0 | 1 | 2  | 4  | −2   |                                      |
| 17   | Brentford               | 0    | 1  | 0 | 0 | 1 | 1  | 3  | −2   |                                      |
| 18   | Burnley                 | 0    | 1  | 0 | 0 | 1 | 0  | 3  | −3   | Descenso a la Sky Bet Championship   |
| 19   | West Ham United         | 0    | 1  | 0 | 0 | 1 | 0  | 3  | −3   | Descenso a la Sky Bet Championship   |
| 20   | Wolverhampton Wanderers | 0    | 1  | 0 | 0 | 1 | 0  | 4  | −4   | Descenso a la Sky Bet Championship   |

Actualizado a los partidos jugados el 18 de agosto de 2025.
 Fuente: Premier League
Criterios de clasificación: Puntos · Diferencia de goles · Goles a favor · Puntos en enfrentamientos directos · Goles marcados fuera de casa en enfrentamientos directos · Play-off

### Evolución de la clasificación
| Equipo                  | 01 | 02 | 03 | 04 | 05 | 06 | 07 | 08 | 09 | 10 | 11 | 12 | 13 | 14 | 15 | 16 | 17 | 18 | 19 | 20 | 21 | 22 | 23 | 24 | 25 | 26 | 27 | 28 | 29 | 30 | 31 | 32 | 33 | 34 | 35 | 36 | 37 | 38 |
| Equipo                  |    |    |    |    |    |    |    |    |    |    |    |    |    |    |    |    |    |    |    |    |    |    |    |    |    |    |    |    |    |    |    |    |    |    |    |    |    |    |
| ----------------------- | -- | -- | -- | -- | -- | -- | -- | -- | -- | -- | -- | -- | -- | -- | -- | -- | -- | -- | -- | -- | -- | -- | -- | -- | -- | -- | -- | -- | -- | -- | -- | -- | -- | -- | -- | -- | -- | -- |
| Manchester City         | 1  |    |    |    |    |    |    |    |    |    |    |    |    |    |    |    |    |    |    |    |    |    |    |    |    |    |    |    |    |    |    |    |    |    |    |    |    |    |
| Sunderland              | 2  |    |    |    |    |    |    |    |    |    |    |    |    |    |    |    |    |    |    |    |    |    |    |    |    |    |    |    |    |    |    |    |    |    |    |    |    |    |
| Tottenham Hotspur       | 3  |    |    |    |    |    |    |    |    |    |    |    |    |    |    |    |    |    |    |    |    |    |    |    |    |    |    |    |    |    |    |    |    |    |    |    |    |    |
| Liverpool               | 4  |    |    |    |    |    |    |    |    |    |    |    |    |    |    |    |    |    |    |    |    |    |    |    |    |    |    |    |    |    |    |    |    |    |    |    |    |    |
| Nottingham Forest       | 5  |    |    |    |    |    |    |    |    |    |    |    |    |    |    |    |    |    |    |    |    |    |    |    |    |    |    |    |    |    |    |    |    |    |    |    |    |    |
| Arsenal                 | 6  |    |    |    |    |    |    |    |    |    |    |    |    |    |    |    |    |    |    |    |    |    |    |    |    |    |    |    |    |    |    |    |    |    |    |    |    |    |
| Leeds United            | 7  |    |    |    |    |    |    |    |    |    |    |    |    |    |    |    |    |    |    |    |    |    |    |    |    |    |    |    |    |    |    |    |    |    |    |    |    |    |
| Brighton & Hove Albion  | 8  |    |    |    |    |    |    |    |    |    |    |    |    |    |    |    |    |    |    |    |    |    |    |    |    |    |    |    |    |    |    |    |    |    |    |    |    |    |
| Fulham                  | 9  |    |    |    |    |    |    |    |    |    |    |    |    |    |    |    |    |    |    |    |    |    |    |    |    |    |    |    |    |    |    |    |    |    |    |    |    |    |
| Aston Villa             | 10 |    |    |    |    |    |    |    |    |    |    |    |    |    |    |    |    |    |    |    |    |    |    |    |    |    |    |    |    |    |    |    |    |    |    |    |    |    |
| Chelsea                 | 11 |    |    |    |    |    |    |    |    |    |    |    |    |    |    |    |    |    |    |    |    |    |    |    |    |    |    |    |    |    |    |    |    |    |    |    |    |    |
| Crystal Palace          | 12 |    |    |    |    |    |    |    |    |    |    |    |    |    |    |    |    |    |    |    |    |    |    |    |    |    |    |    |    |    |    |    |    |    |    |    |    |    |
| Newcastle United        | 13 |    |    |    |    |    |    |    |    |    |    |    |    |    |    |    |    |    |    |    |    |    |    |    |    |    |    |    |    |    |    |    |    |    |    |    |    |    |
| Everton                 | 14 |    |    |    |    |    |    |    |    |    |    |    |    |    |    |    |    |    |    |    |    |    |    |    |    |    |    |    |    |    |    |    |    |    |    |    |    |    |
| Manchester United       | 15 |    |    |    |    |    |    |    |    |    |    |    |    |    |    |    |    |    |    |    |    |    |    |    |    |    |    |    |    |    |    |    |    |    |    |    |    |    |
| Bournemouth             | 16 |    |    |    |    |    |    |    |    |    |    |    |    |    |    |    |    |    |    |    |    |    |    |    |    |    |    |    |    |    |    |    |    |    |    |    |    |    |
| Brentford               | 17 |    |    |    |    |    |    |    |    |    |    |    |    |    |    |    |    |    |    |    |    |    |    |    |    |    |    |    |    |    |    |    |    |    |    |    |    |    |
| Burnley                 | 18 |    |    |    |    |    |    |    |    |    |    |    |    |    |    |    |    |    |    |    |    |    |    |    |    |    |    |    |    |    |    |    |    |    |    |    |    |    |
| West Ham United         | 19 |    |    |    |    |    |    |    |    |    |    |    |    |    |    |    |    |    |    |    |    |    |    |    |    |    |    |    |    |    |    |    |    |    |    |    |    |    |
| Wolverhampton Wanderers | 20 |    |    |    |    |    |    |    |    |    |    |    |    |    |    |    |    |    |    |    |    |    |    |    |    |    |    |    |    |    |    |    |    |    |    |    |    |    |

(*) Indica la posición del equipo con un partido pendiente

## Resultados
- Todos los horarios corresponden al huso horario del Reino Unido (Hora de Europa Occidental): UTC+0 en horario estándar y UTC+1 en horario de verano.

### Primera vuelta
| Jornada 1               | Jornada 1 | Jornada 1        | Jornada 1                 | Jornada 1    | Jornada 1 | Jornada 1    |
| Local                   | Resultado | Visitante        | Estadio                   | Fecha        | Hora      | Espectadores |
| ----------------------- | --------- | ---------------- | ------------------------- | ------------ | --------- | ------------ |
| Liverpool               | 4 – 2     | Bournemouth      | Anfield                   | 15 de agosto | 20:00     | 60 315       |
| Aston Villa             | 0 – 0     | Newcastle United | Villa Park                | 16 de agosto | 12:30     | 42 526       |
| Brighton & Hove Albion  | 1 – 1     | Fulham           | Amex Stadium              | 16 de agosto | 15:00     | 31 478       |
| Sunderland              | 3 – 0     | West Ham United  | Stadium of Light          | 16 de agosto | 15:00     | 46 233       |
| Tottenham Hotspur       | 3 – 0     | Burnley          | Tottenham Hotspur Stadium | 16 de agosto | 15:00     | 61 077       |
| Wolverhampton Wanderers | 0 – 4     | Manchester City  | Molineux Stadium          | 16 de agosto | 17:30     | 31 118       |
| Chelsea                 | 0 – 0     | Crystal Palace   | Stamford Bridge           | 17 de agosto | 14:00     | 39 678       |
| Nottingham Forest       | 3 – 1     | Brentford        | City Ground               | 17 de agosto | 14:00     | 29 949       |
| Manchester United       | 0 – 1     | Arsenal          | Old Trafford              | 17 de agosto | 16:30     |              |
| Leeds United            | 1 – 0     | Everton          | Elland Road               | 18 de agosto | 20:00     | 36 820       |

| Jornada 2        | Jornada 2 | Jornada 2               | Jornada 2               | Jornada 2    | Jornada 2 | Jornada 2    |
| Local            | Resultado | Visitante               | Estadio                 | Fecha        | Hora      | Espectadores |
| ---------------- | --------- | ----------------------- | ----------------------- | ------------ | --------- | ------------ |
| West Ham United  | v.s.      | Chelsea                 | London Stadium          | 22 de agosto | 20:00     |              |
| Manchester City  | v.s.      | Tottenham Hotspur       | Etihad Stadium          | 23 de agosto | 12:30     |              |
| Bournemouth      | v.s.      | Wolverhampton Wanderers | Vitality Stadium        | 23 de agosto | 15:00     |              |
| Brentford        | v.s.      | Aston Villa             | Gtech Community Stadium | 23 de agosto | 15:00     |              |
| Burnley          | v.s.      | Sunderland              | Turf Moor               | 23 de agosto | 15:00     |              |
| Arsenal          | v.s.      | Leeds United            | Emirates Stadium        | 23 de agosto | 17:30     |              |
| Crystal Palace   | v.s.      | Nottingham Forest       | Selhurst Park           | 24 de agosto | 14:00     |              |
| Everton          | v.s.      | Brighton & Hove Albion  | Hill Dickinson Stadium  | 24 de agosto | 14:00     |              |
| Fulham           | v.s.      | Manchester United       | Craven Cottage          | 24 de agosto | 16:30     |              |
| Newcastle United | v.s.      | Liverpool               | St James' Park          | 25 de agosto | 20:00     |              |

| Jornada 3               | Jornada 3 | Jornada 3        | Jornada 3                 | Jornada 3    | Jornada 3 | Jornada 3    |
| Local                   | Resultado | Visitante        | Estadio                   | Fecha        | Hora      | Espectadores |
| ----------------------- | --------- | ---------------- | ------------------------- | ------------ | --------- | ------------ |
| Aston Villa             | v.s.      | Crystal Palace   | Villa Park                | 29 de agosto | 20:00     |              |
| Chelsea                 | v.s.      | Fulham           | Stamford Bridge           | 30 de agosto | 12:30     |              |
| Manchester United       | v.s.      | Burnley          | Old Trafford              | 30 de agosto | 15:00     |              |
| Sunderland              | v.s.      | Brentford        | Stadium of Light          | 30 de agosto | 15:00     |              |
| Tottenham Hotspur       | v.s.      | Bournemouth      | Tottenham Hotspur Stadium | 30 de agosto | 15:00     |              |
| Wolverhampton Wanderers | v.s.      | Everton          | Molineux Stadium          | 30 de agosto | 15:00     |              |
| Leeds United            | v.s.      | Newcastle United | Elland Road               | 30 de agosto | 17:30     |              |
| Brighton & Hove Albion  | v.s.      | Manchester City  | Amex Stadium              | 31 de agosto | 14:00     |              |
| Nottingham Forest       | v.s.      | West Ham United  | City Ground               | 31 de agosto | 14:00     |              |
| Liverpool               | v.s.      | Arsenal          | Anfield                   | 31 de agosto | 16:30     |              |

| Jornada 4        | Jornada 4 | Jornada 4               | Jornada 4               | Jornada 4        | Jornada 4 | Jornada 4    |
| Local            | Resultado | Visitante               | Estadio                 | Fecha            | Hora      | Espectadores |
| ---------------- | --------- | ----------------------- | ----------------------- | ---------------- | --------- | ------------ |
| Arsenal          | v.s.      | Nottingham Forest       | Emirates Stadium        | 13 de septiembre | 12:30     |              |
| Bournemouth      | v.s.      | Brighton & Hove Albion  | Vitality Stadium        | 13 de septiembre | 15:00     |              |
| Crystal Palace   | v.s.      | Sunderland              | Selhurst Park           | 13 de septiembre | 15:00     |              |
| Everton          | v.s.      | Aston Villa             | Hill Dickinson Stadium  | 13 de septiembre | 15:00     |              |
| Fulham           | v.s.      | Leeds United            | Craven Cottage          | 13 de septiembre | 15:00     |              |
| Newcastle United | v.s.      | Wolverhampton Wanderers | St James' Park          | 13 de septiembre | 15:00     |              |
| West Ham United  | v.s.      | Tottenham Hotspur       | London Stadium          | 13 de septiembre | 17:30     |              |
| Brentford        | v.s.      | Chelsea                 | Gtech Community Stadium | 13 de septiembre | 20:00     |              |
| Burnley          | v.s.      | Liverpool               | Turf Moor               | 14 de septiembre | 14:00     |              |
| Manchester City  | v.s.      | Manchester United       | Etihad Stadium          | 14 de septiembre | 16:30     |              |

| Jornada 5               | Jornada 5 | Jornada 5         | Jornada 5        | Jornada 5        | Jornada 5 | Jornada 5    |
| Local                   | Resultado | Visitante         | Estadio          | Fecha            | Hora      | Espectadores |
| ----------------------- | --------- | ----------------- | ---------------- | ---------------- | --------- | ------------ |
| Liverpool               | v.s.      | Everton           | Anfield          | 20 de septiembre | 12:30     |              |
| Bournemouth             | v.s.      | Newcastle United  | Vitality Stadium | 20 de septiembre | 15:00     |              |
| Brighton & Hove Albion  | v.s.      | Tottenham Hotspur | Amex Stadium     | 20 de septiembre | 15:00     |              |
| Burnley                 | v.s.      | Nottingham Forest | Turf Moor        | 20 de septiembre | 15:00     |              |
| West Ham United         | v.s.      | Crystal Palace    | London Stadium   | 20 de septiembre | 15:00     |              |
| Wolverhampton Wanderers | v.s.      | Leeds United      | Molineux Stadium | 20 de septiembre | 15:00     |              |
| Manchester United       | v.s.      | Chelsea           | Old Trafford     | 20 de septiembre | 17:30     |              |
| Fulham                  | v.s.      | Brentford         | Craven Cottage   | 20 de septiembre | 20:00     |              |
| Sunderland              | v.s.      | Aston Villa       | Stadium of Light | 21 de septiembre | 14:00     |              |
| Arsenal                 | v.s.      | Manchester City   | Emirates Stadium | 21 de septiembre | 16:30     |              |

| Jornada 6         | Jornada 6 | Jornada 6               | Jornada 6                 | Jornada 6        | Jornada 6 | Jornada 6    |
| Local             | Resultado | Visitante               | Estadio                   | Fecha            | Hora      | Espectadores |
| ----------------- | --------- | ----------------------- | ------------------------- | ---------------- | --------- | ------------ |
| Brentford         | v.s.      | Manchester United       | Gtech Community Stadium   | 27 de septiembre | 12:30     |              |
| Aston Villa       | v.s.      | Fulham                  | Villa Park                | 27 de septiembre | 15:00     |              |
| Chelsea           | v.s.      | Brighton & Hove Albion  | Stamford Bridge           | 27 de septiembre | 15:00     |              |
| Crystal Palace    | v.s.      | Liverpool               | Selhurst Park             | 27 de septiembre | 15:00     |              |
| Leeds United      | v.s.      | Bournemouth             | Elland Road               | 27 de septiembre | 15:00     |              |
| Manchester City   | v.s.      | Burnley                 | Etihad Stadium            | 27 de septiembre | 15:00     |              |
| Nottingham Forest | v.s.      | Sunderland              | City Ground               | 27 de septiembre | 17:30     |              |
| Tottenham Hotspur | v.s.      | Wolverhampton Wanderers | Tottenham Hotspur Stadium | 28 de septiembre | 14:00     |              |
| Newcastle United  | v.s.      | Arsenal                 | St James' Park            | 28 de septiembre | 16:30     |              |
| Everton           | v.s.      | West Ham United         | Hill Dickinson Stadium    | 29 de septiembre | 20:00     |              |

| Jornada 7               | Jornada 7 | Jornada 7              | Jornada 7               | Jornada 7    | Jornada 7 | Jornada 7    |
| Local                   | Resultado | Visitante              | Estadio                 | Fecha        | Hora      | Espectadores |
| ----------------------- | --------- | ---------------------- | ----------------------- | ------------ | --------- | ------------ |
| Arsenal                 | v.s.      | West Ham United        | Emirates Stadium        | 4 de octubre | 14:00     |              |
| Aston Villa             | v.s.      | Burnley                | Villa Park              | 4 de octubre | 14:00     |              |
| Bournemouth             | v.s.      | Fulham                 | Vitality Stadium        | 4 de octubre | 14:00     |              |
| Brentford               | v.s.      | Manchester City        | Gtech Community Stadium | 4 de octubre | 14:00     |              |
| Chelsea                 | v.s.      | Liverpool              | Stamford Bridge         | 4 de octubre | 14:00     |              |
| Everton                 | v.s.      | Crystal Palace         | Hill Dickinson Stadium  | 4 de octubre | 14:00     |              |
| Leeds United            | v.s.      | Tottenham Hotspur      | Elland Road             | 4 de octubre | 14:00     |              |
| Manchester United       | v.s.      | Sunderland             | Old Trafford            | 4 de octubre | 14:00     |              |
| Newcastle United        | v.s.      | Nottingham Forest      | St James' Park          | 4 de octubre | 14:00     |              |
| Wolverhampton Wanderers | v.s.      | Brighton & Hove Albion | Molineux Stadium        | 4 de octubre | 14:00     |              |

| Jornada 8              | Jornada 8 | Jornada 8               | Jornada 8                 | Jornada 8     | Jornada 8 | Jornada 8    |
| Local                  | Resultado | Visitante               | Estadio                   | Fecha         | Hora      | Espectadores |
| ---------------------- | --------- | ----------------------- | ------------------------- | ------------- | --------- | ------------ |
| Brighton & Hove Albion | v.s.      | Newcastle United        | Amex Stadium              | 18 de octubre | 14:00     |              |
| Burnley                | v.s.      | Leeds United            | Turf Moor                 | 18 de octubre | 14:00     |              |
| Crystal Palace         | v.s.      | Bournemouth             | Selhurst Park             | 18 de octubre | 14:00     |              |
| Fulham                 | v.s.      | Arsenal                 | Craven Cottage            | 18 de octubre | 14:00     |              |
| Liverpool              | v.s.      | Manchester United       | Anfield                   | 18 de octubre | 14:00     |              |
| Manchester City        | v.s.      | Everton                 | Etihad Stadium            | 18 de octubre | 14:00     |              |
| Nottingham Forest      | v.s.      | Chelsea                 | City Ground               | 18 de octubre | 14:00     |              |
| Sunderland             | v.s.      | Wolverhampton Wanderers | Stadium of Light          | 18 de octubre | 14:00     |              |
| Tottenham Hotspur      | v.s.      | Aston Villa             | Tottenham Hotspur Stadium | 18 de octubre | 14:00     |              |
| West Ham United        | v.s.      | Brentford               | London Stadium            | 18 de octubre | 14:00     |              |

| Jornada 9               | Jornada 9 | Jornada 9              | Jornada 9               | Jornada 9     | Jornada 9 | Jornada 9    |
| Local                   | Resultado | Visitante              | Estadio                 | Fecha         | Hora      | Espectadores |
| ----------------------- | --------- | ---------------------- | ----------------------- | ------------- | --------- | ------------ |
| Arsenal                 | v.s.      | Crystal Palace         | Emirates Stadium        | 25 de octubre | 14:00     |              |
| Aston Villa             | v.s.      | Manchester City        | Villa Park              | 25 de octubre | 14:00     |              |
| Bournemouth             | v.s.      | Nottingham Forest      | Vitality Stadium        | 25 de octubre | 14:00     |              |
| Brentford               | v.s.      | Liverpool              | Gtech Community Stadium | 25 de octubre | 14:00     |              |
| Chelsea                 | v.s.      | Sunderland             | Stamford Bridge         | 25 de octubre | 14:00     |              |
| Everton                 | v.s.      | Tottenham Hotspur      | Hill Dickinson Stadium  | 25 de octubre | 14:00     |              |
| Leeds United            | v.s.      | West Ham United        | Elland Road             | 25 de octubre | 14:00     |              |
| Manchester United       | v.s.      | Brighton & Hove Albion | Old Trafford            | 25 de octubre | 14:00     |              |
| Newcastle United        | v.s.      | Fulham                 | St James' Park          | 25 de octubre | 14:00     |              |
| Wolverhampton Wanderers | v.s.      | Burnley                | Molineux Stadium        | 25 de octubre | 14:00     |              |

| Jornada 10             | Jornada 10 | Jornada 10              | Jornada 10                | Jornada 10     | Jornada 10 | Jornada 10   |
| Local                  | Resultado  | Visitante               | Estadio                   | Fecha          | Hora       | Espectadores |
| ---------------------- | ---------- | ----------------------- | ------------------------- | -------------- | ---------- | ------------ |
| Brighton & Hove Albion | v.s.       | Leeds United            | Amex Stadium              | 1 de noviembre | 15:00      |              |
| Burnley                | v.s.       | Arsenal                 | Turf Moor                 | 1 de noviembre | 15:00      |              |
| Crystal Palace         | v.s.       | Brentford               | Selhurst Park             | 1 de noviembre | 15:00      |              |
| Fulham                 | v.s.       | Wolverhampton Wanderers | Craven Cottage            | 1 de noviembre | 15:00      |              |
| Liverpool              | v.s.       | Aston Villa             | Anfield                   | 1 de noviembre | 15:00      |              |
| Manchester City        | v.s.       | Bournemouth             | Etihad Stadium            | 1 de noviembre | 15:00      |              |
| Nottingham Forest      | v.s.       | Manchester United       | City Ground               | 1 de noviembre | 15:00      |              |
| Sunderland             | v.s.       | Everton                 | Stadium of Light          | 1 de noviembre | 15:00      |              |
| Tottenham Hotspur      | v.s.       | Chelsea                 | Tottenham Hotspur Stadium | 1 de noviembre | 15:00      |              |
| West Ham United        | v.s.       | Newcastle United        | London Stadium            | 1 de noviembre | 15:00      |              |

| Jornada 11        | Jornada 11 | Jornada 11              | Jornada 11                | Jornada 11     | Jornada 11 | Jornada 11   |
| Local             | Resultado  | Visitante               | Estadio                   | Fecha          | Hora       | Espectadores |
| ----------------- | ---------- | ----------------------- | ------------------------- | -------------- | ---------- | ------------ |
| Aston Villa       | v.s.       | Bournemouth             | Villa Park                | 8 de noviembre | 15:00      |              |
| Brentford         | v.s.       | Newcastle United        | Gtech Community Stadium   | 8 de noviembre | 15:00      |              |
| Chelsea           | v.s.       | Wolverhampton Wanderers | Stamford Bridge           | 8 de noviembre | 15:00      |              |
| Crystal Palace    | v.s.       | Brighton & Hove Albion  | Selhurst Park             | 8 de noviembre | 15:00      |              |
| Everton           | v.s.       | Fulham                  | Hill Dickinson Stadium    | 8 de noviembre | 15:00      |              |
| Manchester City   | v.s.       | Liverpool               | Etihad Stadium            | 8 de noviembre | 15:00      |              |
| Nottingham Forest | v.s.       | Leeds United            | City Ground               | 8 de noviembre | 15:00      |              |
| Sunderland        | v.s.       | Arsenal                 | Stadium of Light          | 8 de noviembre | 15:00      |              |
| Tottenham Hotspur | v.s.       | Manchester United       | Tottenham Hotspur Stadium | 8 de noviembre | 15:00      |              |
| West Ham United   | v.s.       | Burnley                 | London Stadium            | 8 de noviembre | 15:00      |              |

| Jornada 12              | Jornada 12 | Jornada 12        | Jornada 12       | Jornada 12      | Jornada 12 | Jornada 12   |
| Local                   | Resultado  | Visitante         | Estadio          | Fecha           | Hora       | Espectadores |
| ----------------------- | ---------- | ----------------- | ---------------- | --------------- | ---------- | ------------ |
| Arsenal                 | v.s.       | Tottenham Hotspur | Emirates Stadium | 22 de noviembre | 15:00      |              |
| Bournemouth             | v.s.       | West Ham United   | Vitality Stadium | 22 de noviembre | 15:00      |              |
| Brighton & Hove Albion  | v.s.       | Brentford         | Amex Stadium     | 22 de noviembre | 15:00      |              |
| Burnley                 | v.s.       | Chelsea           | Turf Moor        | 22 de noviembre | 15:00      |              |
| Fulham                  | v.s.       | Sunderland        | Craven Cottage   | 22 de noviembre | 15:00      |              |
| Leeds United            | v.s.       | Aston Villa       | Elland Road      | 22 de noviembre | 15:00      |              |
| Liverpool               | v.s.       | Nottingham Forest | Anfield          | 22 de noviembre | 15:00      |              |
| Manchester United       | v.s.       | Everton           | Old Trafford     | 22 de noviembre | 15:00      |              |
| Newcastle United        | v.s.       | Manchester City   | St James' Park   | 22 de noviembre | 15:00      |              |
| Wolverhampton Wanderers | v.s.       | Crystal Palace    | Molineux Stadium | 22 de noviembre | 15:00      |              |

| Jornada 13        | Jornada 13 | Jornada 13              | Jornada 13                | Jornada 13      | Jornada 13 | Jornada 13   |
| Local             | Resultado  | Visitante               | Estadio                   | Fecha           | Hora       | Espectadores |
| ----------------- | ---------- | ----------------------- | ------------------------- | --------------- | ---------- | ------------ |
| Aston Villa       | v.s.       | Wolverhampton Wanderers | Villa Park                | 29 de noviembre | 15:00      |              |
| Brentford         | v.s.       | Burnley                 | Gtech Community Stadium   | 29 de noviembre | 15:00      |              |
| Chelsea           | v.s.       | Arsenal                 | Stamford Bridge           | 29 de noviembre | 15:00      |              |
| Crystal Palace    | v.s.       | Manchester United       | Selhurst Park             | 29 de noviembre | 15:00      |              |
| Everton           | v.s.       | Newcastle United        | Hill Dickinson Stadium    | 29 de noviembre | 15:00      |              |
| Manchester City   | v.s.       | Leeds United            | Etihad Stadium            | 29 de noviembre | 15:00      |              |
| Nottingham Forest | v.s.       | Brighton & Hove Albion  | City Ground               | 29 de noviembre | 15:00      |              |
| Sunderland        | v.s.       | Bournemouth             | Stadium of Light          | 29 de noviembre | 15:00      |              |
| Tottenham Hotspur | v.s.       | Fulham                  | Tottenham Hotspur Stadium | 29 de noviembre | 15:00      |              |
| West Ham United   | v.s.       | Liverpool               | London Stadium            | 29 de noviembre | 15:00      |              |

| Jornada 14              | Jornada 14 | Jornada 14        | Jornada 14       | Jornada 14     | Jornada 14 | Jornada 14   |
| Local                   | Resultado  | Visitante         | Estadio          | Fecha          | Hora       | Espectadores |
| ----------------------- | ---------- | ----------------- | ---------------- | -------------- | ---------- | ------------ |
| Arsenal                 | v.s.       | Brentford         | Emirates Stadium | 3 de diciembre | 20:00      |              |
| Bournemouth             | v.s.       | Everton           | Vitality Stadium | 3 de diciembre | 20:00      |              |
| Brighton & Hove Albion  | v.s.       | Aston Villa       | Amex Stadium     | 3 de diciembre | 20:00      |              |
| Burnley                 | v.s.       | Crystal Palace    | Turf Moor        | 3 de diciembre | 20:00      |              |
| Fulham                  | v.s.       | Manchester City   | Craven Cottage   | 3 de diciembre | 20:00      |              |
| Leeds United            | v.s.       | Chelsea           | Elland Road      | 3 de diciembre | 20:00      |              |
| Liverpool               | v.s.       | Sunderland        | Anfield          | 3 de diciembre | 20:00      |              |
| Manchester United       | v.s.       | West Ham United   | Old Trafford     | 3 de diciembre | 20:00      |              |
| Newcastle United        | v.s.       | Tottenham Hotspur | St James' Park   | 3 de diciembre | 20:00      |              |
| Wolverhampton Wanderers | v.s.       | Nottingham Forest | Molineux Stadium | 3 de diciembre | 20:00      |              |

| Jornada 15              | Jornada 15 | Jornada 15        | Jornada 15                | Jornada 15     | Jornada 15 | Jornada 15   |
| Local                   | Resultado  | Visitante         | Estadio                   | Fecha          | Hora       | Espectadores |
| ----------------------- | ---------- | ----------------- | ------------------------- | -------------- | ---------- | ------------ |
| Aston Villa             | v.s.       | Arsenal           | Villa Park                | 6 de diciembre | 15:00      |              |
| Bournemouth             | v.s.       | Chelsea           | Vitality Stadium          | 6 de diciembre | 15:00      |              |
| Brighton & Hove Albion  | v.s.       | West Ham United   | Amex Stadium              | 6 de diciembre | 15:00      |              |
| Everton                 | v.s.       | Nottingham Forest | Hill Dickinson Stadium    | 6 de diciembre | 15:00      |              |
| Fulham                  | v.s.       | Crystal Palace    | Craven Cottage            | 6 de diciembre | 15:00      |              |
| Leeds United            | v.s.       | Liverpool         | Elland Road               | 6 de diciembre | 15:00      |              |
| Manchester City         | v.s.       | Sunderland        | Etihad Stadium            | 6 de diciembre | 15:00      |              |
| Newcastle United        | v.s.       | Burnley           | St James' Park            | 6 de diciembre | 15:00      |              |
| Tottenham Hotspur       | v.s.       | Brentford         | Tottenham Hotspur Stadium | 6 de diciembre | 15:00      |              |
| Wolverhampton Wanderers | v.s.       | Manchester United | Molineux Stadium          | 6 de diciembre | 15:00      |              |

| Jornada 16        | Jornada 16 | Jornada 16              | Jornada 16              | Jornada 16      | Jornada 16 | Jornada 16   |
| Local             | Resultado  | Visitante               | Estadio                 | Fecha           | Hora       | Espectadores |
| ----------------- | ---------- | ----------------------- | ----------------------- | --------------- | ---------- | ------------ |
| Arsenal           | v.s.       | Wolverhampton Wanderers | Emirates Stadium        | 13 de diciembre | 15:00      |              |
| Brentford         | v.s.       | Leeds United            | Gtech Community Stadium | 13 de diciembre | 15:00      |              |
| Burnley           | v.s.       | Fulham                  | Turf Moor               | 13 de diciembre | 15:00      |              |
| Chelsea           | v.s.       | Everton                 | Stamford Bridge         | 13 de diciembre | 15:00      |              |
| Crystal Palace    | v.s.       | Manchester City         | Selhurst Park           | 13 de diciembre | 15:00      |              |
| Liverpool         | v.s.       | Brighton & Hove Albion  | Anfield                 | 13 de diciembre | 15:00      |              |
| Manchester United | v.s.       | Bournemouth             | Old Trafford            | 13 de diciembre | 15:00      |              |
| Nottingham Forest | v.s.       | Tottenham Hotspur       | City Ground             | 13 de diciembre | 15:00      |              |
| Sunderland        | v.s.       | Newcastle United        | Stadium of Light        | 13 de diciembre | 15:00      |              |
| West Ham United   | v.s.       | Aston Villa             | London Stadium          | 13 de diciembre | 15:00      |              |

| Jornada 17              | Jornada 17 | Jornada 17        | Jornada 17                | Jornada 17      | Jornada 17 | Jornada 17   |
| Local                   | Resultado  | Visitante         | Estadio                   | Fecha           | Hora       | Espectadores |
| ----------------------- | ---------- | ----------------- | ------------------------- | --------------- | ---------- | ------------ |
| Aston Villa             | v.s.       | Manchester United | Villa Park                | 20 de diciembre | 15:00      |              |
| Bournemouth             | v.s.       | Burnley           | Vitality Stadium          | 20 de diciembre | 15:00      |              |
| Brighton & Hove Albion  | v.s.       | Sunderland        | Amex Stadium              | 20 de diciembre | 15:00      |              |
| Everton                 | v.s.       | Arsenal           | Hill Dickinson Stadium    | 20 de diciembre | 15:00      |              |
| Fulham                  | v.s.       | Nottingham Forest | Craven Cottage            | 20 de diciembre | 15:00      |              |
| Leeds United            | v.s.       | Crystal Palace    | Elland Road               | 20 de diciembre | 15:00      |              |
| Manchester City         | v.s.       | West Ham United   | Etihad Stadium            | 20 de diciembre | 15:00      |              |
| Newcastle United        | v.s.       | Chelsea           | St James' Park            | 20 de diciembre | 15:00      |              |
| Tottenham Hotspur       | v.s.       | Liverpool         | Tottenham Hotspur Stadium | 20 de diciembre | 15:00      |              |
| Wolverhampton Wanderers | v.s.       | Brentford         | Molineux Stadium          | 20 de diciembre | 15:00      |              |

| Jornada 18        | Jornada 18 | Jornada 18              | Jornada 18              | Jornada 18      | Jornada 18 | Jornada 18   |
| Local             | Resultado  | Visitante               | Estadio                 | Fecha           | Hora       | Espectadores |
| ----------------- | ---------- | ----------------------- | ----------------------- | --------------- | ---------- | ------------ |
| Arsenal           | v.s.       | Brighton & Hove Albion  | Emirates Stadium        | 27 de diciembre | 15:00      |              |
| Brentford         | v.s.       | Bournemouth             | Gtech Community Stadium | 27 de diciembre | 15:00      |              |
| Burnley           | v.s.       | Everton                 | Turf Moor               | 27 de diciembre | 15:00      |              |
| Chelsea           | v.s.       | Aston Villa             | Stamford Bridge         | 27 de diciembre | 15:00      |              |
| Crystal Palace    | v.s.       | Tottenham Hotspur       | Selhurst Park           | 27 de diciembre | 15:00      |              |
| Liverpool         | v.s.       | Wolverhampton Wanderers | Anfield                 | 27 de diciembre | 15:00      |              |
| Manchester United | v.s.       | Newcastle United        | Old Trafford            | 27 de diciembre | 15:00      |              |
| Nottingham Forest | v.s.       | Manchester City         | City Ground             | 27 de diciembre | 15:00      |              |
| Sunderland        | v.s.       | Leeds United            | Stadium of Light        | 27 de diciembre | 15:00      |              |
| West Ham United   | v.s.       | Fulham                  | London Stadium          | 27 de diciembre | 15:00      |              |

| Jornada 19        | Jornada 19 | Jornada 19              | Jornada 19              | Jornada 19      | Jornada 19 | Jornada 19   |
| Local             | Resultado  | Visitante               | Estadio                 | Fecha           | Hora       | Espectadores |
| ----------------- | ---------- | ----------------------- | ----------------------- | --------------- | ---------- | ------------ |
| Arsenal           | v.s.       | Aston Villa             | Emirates Stadium        | 30 de diciembre | 20:00      |              |
| Brentford         | v.s.       | Tottenham Hotspur       | Gtech Community Stadium | 30 de diciembre | 20:00      |              |
| Burnley           | v.s.       | Newcastle United        | Turf Moor               | 30 de diciembre | 20:00      |              |
| Chelsea           | v.s.       | Bournemouth             | Stamford Bridge         | 30 de diciembre | 20:00      |              |
| Crystal Palace    | v.s.       | Fulham                  | Selhurst Park           | 30 de diciembre | 20:00      |              |
| Liverpool         | v.s.       | Leeds United            | Anfield                 | 30 de diciembre | 20:00      |              |
| Manchester United | v.s.       | Wolverhampton Wanderers | Old Trafford            | 30 de diciembre | 20:00      |              |
| Nottingham Forest | v.s.       | Everton                 | City Ground             | 30 de diciembre | 20:00      |              |
| Sunderland        | v.s.       | Manchester City         | Stadium of Light        | 30 de diciembre | 20:00      |              |
| West Ham United   | v.s.       | Brighton & Hove Albion  | London Stadium          | 30 de diciembre | 20:00      |              |

### Segunda vuelta
| Jornada 20              | Jornada 20 | Jornada 20        | Jornada 20                | Jornada 20 | Jornada 20 | Jornada 20   |
| Local                   | Resultado  | Visitante         | Estadio                   | Fecha      | Hora       | Espectadores |
| ----------------------- | ---------- | ----------------- | ------------------------- | ---------- | ---------- | ------------ |
| Aston Villa             | v.s.       | Nottingham Forest | Villa Park                | 3 de enero | 15:00      |              |
| Bournemouth             | v.s.       | Arsenal           | Vitality Stadium          | 3 de enero | 15:00      |              |
| Brighton & Hove Albion  | v.s.       | Burnley           | Amex Stadium              | 3 de enero | 15:00      |              |
| Everton                 | v.s.       | Brentford         | Hill Dickinson Stadium    | 3 de enero | 15:00      |              |
| Fulham                  | v.s.       | Liverpool         | Craven Cottage            | 3 de enero | 15:00      |              |
| Leeds United            | v.s.       | Manchester United | Elland Road               | 3 de enero | 15:00      |              |
| Manchester City         | v.s.       | Chelsea           | Etihad Stadium            | 3 de enero | 15:00      |              |
| Newcastle United        | v.s.       | Crystal Palace    | St James' Park            | 3 de enero | 15:00      |              |
| Tottenham Hotspur       | v.s.       | Sunderland        | Tottenham Hotspur Stadium | 3 de enero | 15:00      |              |
| Wolverhampton Wanderers | v.s.       | West Ham United   | Molineux Stadium          | 3 de enero | 15:00      |              |

| Jornada 21       | Jornada 21 | Jornada 21              | Jornada 21              | Jornada 21 | Jornada 21 | Jornada 21   |
| Local            | Resultado  | Visitante               | Estadio                 | Fecha      | Hora       | Espectadores |
| ---------------- | ---------- | ----------------------- | ----------------------- | ---------- | ---------- | ------------ |
| Arsenal          | v.s.       | Liverpool               | Emirates Stadium        | 7 de enero | 20:00      |              |
| Bournemouth      | v.s.       | Tottenham Hotspur       | Vitality Stadium        | 7 de enero | 20:00      |              |
| Brentford        | v.s.       | Sunderland              | Gtech Community Stadium | 7 de enero | 20:00      |              |
| Burnley          | v.s.       | Manchester United       | Turf Moor               | 7 de enero | 20:00      |              |
| Crystal Palace   | v.s.       | Aston Villa             | Selhurst Park           | 7 de enero | 20:00      |              |
| Everton          | v.s.       | Wolverhampton Wanderers | Hill Dickinson Stadium  | 7 de enero | 20:00      |              |
| Fulham           | v.s.       | Chelsea                 | Craven Cottage          | 7 de enero | 20:00      |              |
| Manchester City  | v.s.       | Brighton & Hove Albion  | Etihad Stadium          | 7 de enero | 20:00      |              |
| Newcastle United | v.s.       | Leeds United            | St James' Park          | 7 de enero | 20:00      |              |
| West Ham United  | v.s.       | Nottingham Forest       | London Stadium          | 7 de enero | 20:00      |              |

| Jornada 22              | Jornada 22 | Jornada 22       | Jornada 22                | Jornada 22  | Jornada 22 | Jornada 22   |
| Local                   | Resultado  | Visitante        | Estadio                   | Fecha       | Hora       | Espectadores |
| ----------------------- | ---------- | ---------------- | ------------------------- | ----------- | ---------- | ------------ |
| Aston Villa             | v.s.       | Everton          | Villa Park                | 17 de enero | 15:00      |              |
| Brighton & Hove Albion  | v.s.       | Bournemouth      | Amex Stadium              | 17 de enero | 15:00      |              |
| Chelsea                 | v.s.       | Brentford        | Stamford Bridge           | 17 de enero | 15:00      |              |
| Leeds United            | v.s.       | Fulham           | Elland Road               | 17 de enero | 15:00      |              |
| Liverpool               | v.s.       | Burnley          | Anfield                   | 17 de enero | 15:00      |              |
| Manchester United       | v.s.       | Manchester City  | Old Trafford              | 17 de enero | 15:00      |              |
| Nottingham Forest       | v.s.       | Arsenal          | City Ground               | 17 de enero | 15:00      |              |
| Sunderland              | v.s.       | Crystal Palace   | Stadium of Light          | 17 de enero | 15:00      |              |
| Tottenham Hotspur       | v.s.       | West Ham United  | Tottenham Hotspur Stadium | 17 de enero | 15:00      |              |
| Wolverhampton Wanderers | v.s.       | Newcastle United | Molineux Stadium          | 17 de enero | 15:00      |              |

| Jornada 23       | Jornada 23 | Jornada 23              | Jornada 23              | Jornada 23  | Jornada 23 | Jornada 23   |
| Local            | Resultado  | Visitante               | Estadio                 | Fecha       | Hora       | Espectadores |
| ---------------- | ---------- | ----------------------- | ----------------------- | ----------- | ---------- | ------------ |
| Arsenal          | v.s.       | Manchester United       | Emirates Stadium        | 24 de enero | 15:00      |              |
| Bournemouth      | v.s.       | Liverpool               | Vitality Stadium        | 24 de enero | 15:00      |              |
| Brentford        | v.s.       | Nottingham Forest       | Gtech Community Stadium | 24 de enero | 15:00      |              |
| Burnley          | v.s.       | Tottenham Hotspur       | Turf Moor               | 24 de enero | 15:00      |              |
| Crystal Palace   | v.s.       | Chelsea                 | Selhurst Park           | 24 de enero | 15:00      |              |
| Everton          | v.s.       | Leeds United            | Hill Dickinson Stadium  | 24 de enero | 15:00      |              |
| Fulham           | v.s.       | Brighton & Hove Albion  | Craven Cottage          | 24 de enero | 15:00      |              |
| Manchester City  | v.s.       | Wolverhampton Wanderers | Etihad Stadium          | 24 de enero | 15:00      |              |
| Newcastle United | v.s.       | Aston Villa             | St James' Park          | 24 de enero | 15:00      |              |
| West Ham United  | v.s.       | Sunderland              | London Stadium          | 24 de enero | 15:00      |              |

| Jornada 24              | Jornada 24 | Jornada 24       | Jornada 24                | Jornada 24  | Jornada 24 | Jornada 24   |
| Local                   | Resultado  | Visitante        | Estadio                   | Fecha       | Hora       | Espectadores |
| ----------------------- | ---------- | ---------------- | ------------------------- | ----------- | ---------- | ------------ |
| Aston Villa             | v.s.       | Brentford        | Villa Park                | 31 de enero | 15:00      |              |
| Brighton & Hove Albion  | v.s.       | Everton          | Amex Stadium              | 31 de enero | 15:00      |              |
| Chelsea                 | v.s.       | West Ham United  | Stamford Bridge           | 31 de enero | 15:00      |              |
| Leeds United            | v.s.       | Arsenal          | Elland Road               | 31 de enero | 15:00      |              |
| Liverpool               | v.s.       | Newcastle United | Anfield                   | 31 de enero | 15:00      |              |
| Manchester United       | v.s.       | Fulham           | Old Trafford              | 31 de enero | 15:00      |              |
| Nottingham Forest       | v.s.       | Crystal Palace   | City Ground               | 31 de enero | 15:00      |              |
| Sunderland              | v.s.       | Burnley          | Stadium of Light          | 31 de enero | 15:00      |              |
| Tottenham Hotspur       | v.s.       | Manchester City  | Tottenham Hotspur Stadium | 31 de enero | 15:00      |              |
| Wolverhampton Wanderers | v.s.       | Bournemouth      | Molineux Stadium          | 31 de enero | 15:00      |              |

| Jornada 25              | Jornada 25 | Jornada 25        | Jornada 25       | Jornada 25   | Jornada 25 | Jornada 25   |
| Local                   | Resultado  | Visitante         | Estadio          | Fecha        | Hora       | Espectadores |
| ----------------------- | ---------- | ----------------- | ---------------- | ------------ | ---------- | ------------ |
| Arsenal                 | v.s.       | Sunderland        | Emirates Stadium | 7 de febrero | 15:00      |              |
| Bournemouth             | v.s.       | Aston Villa       | Vitality Stadium | 7 de febrero | 15:00      |              |
| Brighton & Hove Albion  | v.s.       | Brentford         | Amex Stadium     | 7 de febrero | 15:00      |              |
| Burnley                 | v.s.       | West Ham United   | Turf Moor        | 7 de febrero | 15:00      |              |
| Fulham                  | v.s.       | Everton           | Craven Cottage   | 7 de febrero | 15:00      |              |
| Leeds United            | v.s.       | Nottingham Forest | Elland Road      | 7 de febrero | 15:00      |              |
| Liverpool               | v.s.       | Manchester City   | Anfield          | 7 de febrero | 15:00      |              |
| Manchester United       | v.s.       | Tottenham Hotspur | Old Trafford     | 7 de febrero | 15:00      |              |
| Newcastle United        | v.s.       | Brentford         | St James' Park   | 7 de febrero | 15:00      |              |
| Wolverhampton Wanderers | v.s.       | Chelsea           | Molineux Stadium | 7 de febrero | 15:00      |              |

| Jornada 26        | Jornada 26 | Jornada 26              | Jornada 26                | Jornada 26    | Jornada 26 | Jornada 26   |
| Local             | Resultado  | Visitante               | Estadio                   | Fecha         | Hora       | Espectadores |
| ----------------- | ---------- | ----------------------- | ------------------------- | ------------- | ---------- | ------------ |
| Aston Villa       | v.s.       | Brighton & Hove Albion  | Villa Park                | 11 de febrero | 20:00      |              |
| Brentford         | v.s.       | Arsenal                 | Gtech Community Stadium   | 11 de febrero | 20:00      |              |
| Chelsea           | v.s.       | Leeds United            | Stamford Bridge           | 11 de febrero | 20:00      |              |
| Crystal Palace    | v.s.       | Burnley                 | Selhurst Park             | 11 de febrero | 20:00      |              |
| Everton           | v.s.       | Bournemouth             | Hill Dickinson Stadium    | 11 de febrero | 20:00      |              |
| Manchester City   | v.s.       | Fulham                  | Etihad Stadium            | 11 de febrero | 20:00      |              |
| Nottingham Forest | v.s.       | Wolverhampton Wanderers | City Ground               | 11 de febrero | 20:00      |              |
| Sunderland        | v.s.       | Liverpool               | Stadium of Light          | 11 de febrero | 20:00      |              |
| Tottenham Hotspur | v.s.       | Newcastle United        | Tottenham Hotspur Stadium | 11 de febrero | 20:00      |              |
| West Ham United   | v.s.       | Manchester United       | London Stadium            | 11 de febrero | 20:00      |              |

| Jornada 27        | Jornada 27 | Jornada 27              | Jornada 27                | Jornada 27    | Jornada 27 | Jornada 27   |
| Local             | Resultado  | Visitante               | Estadio                   | Fecha         | Hora       | Espectadores |
| ----------------- | ---------- | ----------------------- | ------------------------- | ------------- | ---------- | ------------ |
| Aston Villa       | v.s.       | Leeds United            | Villa Park                | 21 de febrero | 15:00      |              |
| Brentford         | v.s.       | Brighton & Hove Albion  | Gtech Community Stadium   | 21 de febrero | 15:00      |              |
| Chelsea           | v.s.       | Burnley                 | Stamford Bridge           | 21 de febrero | 15:00      |              |
| Crystal Palace    | v.s.       | Wolverhampton Wanderers | Selhurst Park             | 21 de febrero | 15:00      |              |
| Everton           | v.s.       | Manchester United       | Hill Dickinson Stadium    | 21 de febrero | 15:00      |              |
| Manchester City   | v.s.       | Newcastle United        | Etihad Stadium            | 21 de febrero | 15:00      |              |
| Nottingham Forest | v.s.       | Liverpool               | City Ground               | 21 de febrero | 15:00      |              |
| Sunderland        | v.s.       | Fulham                  | Stadium of Light          | 21 de febrero | 15:00      |              |
| Tottenham Hotspur | v.s.       | Arsenal                 | Tottenham Hotspur Stadium | 21 de febrero | 15:00      |              |
| West Ham United   | v.s.       | Bournemouth             | London Stadium            | 21 de febrero | 15:00      |              |

| Jornada 28              | Jornada 28 | Jornada 28        | Jornada 28       | Jornada 28    | Jornada 28 | Jornada 28   |
| Local                   | Resultado  | Visitante         | Estadio          | Fecha         | Hora       | Espectadores |
| ----------------------- | ---------- | ----------------- | ---------------- | ------------- | ---------- | ------------ |
| Arsenal                 | v.s.       | Chelsea           | Emirates Stadium | 28 de febrero | 15:00      |              |
| Bournemouth             | v.s.       | Sunderland        | Vitality Stadium | 28 de febrero | 15:00      |              |
| Brighton & Hove Albion  | v.s.       | Nottingham Forest | Amex Stadium     | 28 de febrero | 15:00      |              |
| Burnley                 | v.s.       | Brentford         | Turf Moor        | 28 de febrero | 15:00      |              |
| Fulham                  | v.s.       | Tottenham Hotspur | Craven Cottage   | 28 de febrero | 15:00      |              |
| Leeds United            | v.s.       | Manchester City   | Elland Road      | 28 de febrero | 15:00      |              |
| Liverpool               | v.s.       | West Ham United   | Anfield          | 28 de febrero | 15:00      |              |
| Manchester United       | v.s.       | Crystal Palace    | Old Trafford     | 28 de febrero | 15:00      |              |
| Newcastle United        | v.s.       | Everton           | St James' Park   | 28 de febrero | 15:00      |              |
| Wolverhampton Wanderers | v.s.       | Aston Villa       | Molineux Stadium | 28 de febrero | 15:00      |              |

| Jornada 29              | Jornada 29 | Jornada 29        | Jornada 29                | Jornada 29 | Jornada 29 | Jornada 29   |
| Local                   | Resultado  | Visitante         | Estadio                   | Fecha      | Hora       | Espectadores |
| ----------------------- | ---------- | ----------------- | ------------------------- | ---------- | ---------- | ------------ |
| Aston Villa             | v.s.       | Chelsea           | Villa Park                | 4 de marzo | 20:00      |              |
| Bournemouth             | v.s.       | Brentford         | Vitality Stadium          | 4 de marzo | 20:00      |              |
| Brighton & Hove Albion  | v.s.       | Arsenal           | Amex Stadium              | 4 de marzo | 20:00      |              |
| Everton                 | v.s.       | Burnley           | Hill Dickinson Stadium    | 4 de marzo | 20:00      |              |
| Fulham                  | v.s.       | West Ham United   | Craven Cottage            | 4 de marzo | 20:00      |              |
| Leeds United            | v.s.       | Sunderland        | Elland Road               | 4 de marzo | 20:00      |              |
| Manchester City         | v.s.       | Nottingham Forest | Etihad Stadium            | 4 de marzo | 20:00      |              |
| Newcastle United        | v.s.       | Manchester United | St James' Park            | 4 de marzo | 20:00      |              |
| Tottenham Hotspur       | v.s.       | Crystal Palace    | Tottenham Hotspur Stadium | 4 de marzo | 20:00      |              |
| Wolverhampton Wanderers | v.s.       | Liverpool         | Molineux Stadium          | 4 de marzo | 20:00      |              |

| Jornada 30        | Jornada 30 | Jornada 30              | Jornada 30              | Jornada 30  | Jornada 30 | Jornada 30   |
| Local             | Resultado  | Visitante               | Estadio                 | Fecha       | Hora       | Espectadores |
| ----------------- | ---------- | ----------------------- | ----------------------- | ----------- | ---------- | ------------ |
| Arsenal           | v.s.       | Everton                 | Emirates Stadium        | 14 de marzo | 15:00      |              |
| Brentford         | v.s.       | Wolverhampton Wanderers | Gtech Community Stadium | 14 de marzo | 15:00      |              |
| Burnley           | v.s.       | Bournemouth             | Turf Moor               | 14 de marzo | 15:00      |              |
| Chelsea           | v.s.       | Newcastle United        | Stamford Bridge         | 14 de marzo | 15:00      |              |
| Crystal Palace    | v.s.       | Leeds United            | Selhurst Park           | 14 de marzo | 15:00      |              |
| Liverpool         | v.s.       | Tottenham Hotspur       | Anfield                 | 14 de marzo | 15:00      |              |
| Manchester United | v.s.       | Aston Villa             | Old Trafford            | 14 de marzo | 15:00      |              |
| Nottingham Forest | v.s.       | Fulham                  | City Ground             | 14 de marzo | 15:00      |              |
| Sunderland        | v.s.       | Brighton & Hove Albion  | Stadium of Light        | 14 de marzo | 15:00      |              |
| West Ham United   | v.s.       | Manchester City         | London Stadium          | 14 de marzo | 15:00      |              |

| Jornada 31              | Jornada 31 | Jornada 31        | Jornada 31                | Jornada 31  | Jornada 31 | Jornada 31   |
| Local                   | Resultado  | Visitante         | Estadio                   | Fecha       | Hora       | Espectadores |
| ----------------------- | ---------- | ----------------- | ------------------------- | ----------- | ---------- | ------------ |
| Aston Villa             | v.s.       | West Ham United   | Villa Park                | 21 de marzo | 15:00      |              |
| Bournemouth             | v.s.       | Manchester United | Vitality Stadium          | 21 de marzo | 15:00      |              |
| Brighton & Hove Albion  | v.s.       | Liverpool         | Amex Stadium              | 21 de marzo | 15:00      |              |
| Everton                 | v.s.       | Chelsea           | Hill Dickinson Stadium    | 21 de marzo | 15:00      |              |
| Fulham                  | v.s.       | Burnley           | Craven Cottage            | 21 de marzo | 15:00      |              |
| Leeds United            | v.s.       | Brentford         | Elland Road               | 21 de marzo | 15:00      |              |
| Manchester City         | v.s.       | Crystal Palace    | Etihad Stadium            | 21 de marzo | 15:00      |              |
| Newcastle United        | v.s.       | Sunderland        | St James' Park            | 21 de marzo | 15:00      |              |
| Tottenham Hotspur       | v.s.       | Nottingham Forest | Tottenham Hotspur Stadium | 21 de marzo | 15:00      |              |
| Wolverhampton Wanderers | v.s.       | Arsenal           | Molineux Stadium          | 21 de marzo | 15:00      |              |

| Jornada 32        | Jornada 32 | Jornada 32              | Jornada 32              | Jornada 32  | Jornada 32 | Jornada 32   |
| Local             | Resultado  | Visitante               | Estadio                 | Fecha       | Hora       | Espectadores |
| ----------------- | ---------- | ----------------------- | ----------------------- | ----------- | ---------- | ------------ |
| Arsenal           | v.s.       | Bournemouth             | Emirates Stadium        | 11 de abril | 14:00      |              |
| Brentford         | v.s.       | Everton                 | Gtech Community Stadium | 11 de abril | 14:00      |              |
| Burnley           | v.s.       | Brighton & Hove Albion  | Turf Moor               | 11 de abril | 14:00      |              |
| Chelsea           | v.s.       | Manchester City         | Stamford Bridge         | 11 de abril | 14:00      |              |
| Crystal Palace    | v.s.       | Newcastle United        | Selhurst Park           | 11 de abril | 14:00      |              |
| Liverpool         | v.s.       | Fulham                  | Anfield                 | 11 de abril | 14:00      |              |
| Manchester United | v.s.       | Leeds United            | Old Trafford            | 11 de abril | 14:00      |              |
| Nottingham Forest | v.s.       | Aston Villa             | City Ground             | 11 de abril | 14:00      |              |
| Sunderland        | v.s.       | Tottenham Hotspur       | Stadium of Light        | 11 de abril | 14:00      |              |
| West Ham United   | v.s.       | Wolverhampton Wanderers | London Stadium          | 11 de abril | 14:00      |              |

| Jornada 33        | Jornada 33 | Jornada 33              | Jornada 33                | Jornada 33  | Jornada 33 | Jornada 33   |
| Local             | Resultado  | Visitante               | Estadio                   | Fecha       | Hora       | Espectadores |
| ----------------- | ---------- | ----------------------- | ------------------------- | ----------- | ---------- | ------------ |
| Aston Villa       | v.s.       | Sunderland              | Villa Park                | 18 de abril | 14:00      |              |
| Brentford         | v.s.       | Fulham                  | Gtech Community Stadium   | 18 de abril | 14:00      |              |
| Chelsea           | v.s.       | Manchester United       | Stamford Bridge           | 18 de abril | 14:00      |              |
| Crystal Palace    | v.s.       | West Ham United         | Selhurst Park             | 18 de abril | 14:00      |              |
| Everton           | v.s.       | Liverpool               | Hill Dickinson Stadium    | 18 de abril | 14:00      |              |
| Leeds United      | v.s.       | Wolverhampton Wanderers | Elland Road               | 18 de abril | 14:00      |              |
| Manchester City   | v.s.       | Arsenal                 | Etihad Stadium            | 18 de abril | 14:00      |              |
| Newcastle United  | v.s.       | Bournemouth             | St James' Park            | 18 de abril | 14:00      |              |
| Nottingham Forest | v.s.       | Burnley                 | City Ground               | 18 de abril | 14:00      |              |
| Tottenham Hotspur | v.s.       | Brighton & Hove Albion  | Tottenham Hotspur Stadium | 18 de abril | 14:00      |              |

| Jornada 34              | Jornada 34 | Jornada 34        | Jornada 34       | Jornada 34  | Jornada 34 | Jornada 34   |
| Local                   | Resultado  | Visitante         | Estadio          | Fecha       | Hora       | Espectadores |
| ----------------------- | ---------- | ----------------- | ---------------- | ----------- | ---------- | ------------ |
| Arsenal                 | v.s.       | Newcastle United  | Emirates Stadium | 25 de abril | 14:00      |              |
| Bournemouth             | v.s.       | Leeds United      | Vitality Stadium | 25 de abril | 14:00      |              |
| Brighton & Hove Albion  | v.s.       | Chelsea           | Amex Stadium     | 25 de abril | 14:00      |              |
| Burnley                 | v.s.       | Manchester City   | Turf Moor        | 25 de abril | 14:00      |              |
| Fulham                  | v.s.       | Aston Villa       | Craven Cottage   | 25 de abril | 14:00      |              |
| Liverpool               | v.s.       | Crystal Palace    | Anfield          | 25 de abril | 14:00      |              |
| Manchester United       | v.s.       | Brentford         | Old Trafford     | 25 de abril | 14:00      |              |
| Sunderland              | v.s.       | Nottingham Forest | Stadium of Light | 25 de abril | 14:00      |              |
| West Ham United         | v.s.       | Everton           | London Stadium   | 25 de abril | 14:00      |              |
| Wolverhampton Wanderers | v.s.       | Tottenham Hotspur | Molineux Stadium | 25 de abril | 14:00      |              |

| Jornada 35              | Jornada 35 | Jornada 35             | Jornada 35              | Jornada 35 | Jornada 35 | Jornada 35   |
| Local                   | Resultado  | Visitante              | Estadio                 | Fecha      | Hora       | Espectadores |
| ----------------------- | ---------- | ---------------------- | ----------------------- | ---------- | ---------- | ------------ |
| Arsenal                 | v.s.       | Fulham                 | Emirates Stadium        | 2 de mayo  | 14:00      |              |
| Aston Villa             | v.s.       | Tottenham Hotspur      | Villa Park              | 2 de mayo  | 14:00      |              |
| Bournemouth             | v.s.       | Crystal Palace         | Vitality Stadium        | 2 de mayo  | 14:00      |              |
| Brentford               | v.s.       | West Ham United        | Gtech Community Stadium | 2 de mayo  | 14:00      |              |
| Chelsea                 | v.s.       | Nottingham Forest      | Stamford Bridge         | 2 de mayo  | 14:00      |              |
| Everton                 | v.s.       | Manchester City        | Hill Dickinson Stadium  | 2 de mayo  | 14:00      |              |
| Leeds United            | v.s.       | Burnley                | Elland Road             | 2 de mayo  | 14:00      |              |
| Manchester United       | v.s.       | Liverpool              | Old Trafford            | 2 de mayo  | 14:00      |              |
| Newcastle United        | v.s.       | Brighton & Hove Albion | St James' Park          | 2 de mayo  | 14:00      |              |
| Wolverhampton Wanderers | v.s.       | Sunderland             | Molineux Stadium        | 2 de mayo  | 14:00      |              |

| Jornada 36             | Jornada 36 | Jornada 36              | Jornada 36                | Jornada 36 | Jornada 36 | Jornada 36   |
| Local                  | Resultado  | Visitante               | Estadio                   | Fecha      | Hora       | Espectadores |
| ---------------------- | ---------- | ----------------------- | ------------------------- | ---------- | ---------- | ------------ |
| Brighton & Hove Albion | v.s.       | Wolverhampton Wanderers | Amex Stadium              | 9 de mayo  | 14:00      |              |
| Burnley                | v.s.       | Aston Villa             | Turf Moor                 | 9 de mayo  | 14:00      |              |
| Crystal Palace         | v.s.       | Everton                 | Selhurst Park             | 9 de mayo  | 14:00      |              |
| Fulham                 | v.s.       | Bournemouth             | Craven Cottage            | 9 de mayo  | 14:00      |              |
| Liverpool              | v.s.       | Chelsea                 | Anfield                   | 9 de mayo  | 14:00      |              |
| Manchester City        | v.s.       | Brentford               | Etihad Stadium            | 9 de mayo  | 14:00      |              |
| Nottingham Forest      | v.s.       | Newcastle United        | City Ground               | 9 de mayo  | 14:00      |              |
| Sunderland             | v.s.       | Manchester United       | Stadium of Light          | 9 de mayo  | 14:00      |              |
| Tottenham Hotspur      | v.s.       | Leeds United            | Tottenham Hotspur Stadium | 9 de mayo  | 14:00      |              |
| West Ham United        | v.s.       | Arsenal                 | London Stadium            | 9 de mayo  | 14:00      |              |

| Jornada 37              | Jornada 37 | Jornada 37             | Jornada 37              | Jornada 37 | Jornada 37 | Jornada 37   |
| Local                   | Resultado  | Visitante              | Estadio                 | Fecha      | Hora       | Espectadores |
| ----------------------- | ---------- | ---------------------- | ----------------------- | ---------- | ---------- | ------------ |
| Arsenal                 | v.s.       | Burnley                | Emirates Stadium        | 17 de mayo | 14:00      |              |
| Aston Villa             | v.s.       | Liverpool              | Villa Park              | 17 de mayo | 14:00      |              |
| Bournemouth             | v.s.       | Manchester City        | Vitality Stadium        | 17 de mayo | 14:00      |              |
| Brentford               | v.s.       | Crystal Palace         | Gtech Community Stadium | 17 de mayo | 14:00      |              |
| Chelsea                 | v.s.       | Tottenham Hotspur      | Stamford Bridge         | 17 de mayo | 14:00      |              |
| Everton                 | v.s.       | Sunderland             | Hill Dickinson Stadium  | 17 de mayo | 14:00      |              |
| Leeds United            | v.s.       | Brighton & Hove Albion | Elland Road             | 17 de mayo | 14:00      |              |
| Manchester United       | v.s.       | Nottingham Forest      | Old Trafford            | 17 de mayo | 14:00      |              |
| Newcastle United        | v.s.       | West Ham United        | St James' Park          | 17 de mayo | 14:00      |              |
| Wolverhampton Wanderers | v.s.       | Fulham                 | Molineux Stadium        | 17 de mayo | 14:00      |              |

| Jornada 38             | Jornada 38 | Jornada 38              | Jornada 38                | Jornada 38 | Jornada 38 | Jornada 38   |
| Local                  | Resultado  | Visitante               | Estadio                   | Fecha      | Hora       | Espectadores |
| ---------------------- | ---------- | ----------------------- | ------------------------- | ---------- | ---------- | ------------ |
| Brighton & Hove Albion | v.s.       | Manchester United       | Amex Stadium              | 24 de mayo | 15:00      |              |
| Burnley                | v.s.       | Wolverhampton Wanderers | Turf Moor                 | 24 de mayo | 15:00      |              |
| Crystal Palace         | v.s.       | Arsenal                 | Selhurst Park             | 24 de mayo | 15:00      |              |
| Fulham                 | v.s.       | Newcastle United        | Craven Cottage            | 24 de mayo | 15:00      |              |
| Liverpool              | v.s.       | Brentford               | Anfield                   | 24 de mayo | 15:00      |              |
| Manchester City        | v.s.       | Aston Villa             | Etihad Stadium            | 24 de mayo | 15:00      |              |
| Nottingham Forest      | v.s.       | Bournemouth             | City Ground               | 24 de mayo | 15:00      |              |
| Sunderland             | v.s.       | Chelsea                 | Stadium of Light          | 24 de mayo | 15:00      |              |
| Tottenham Hotspur      | v.s.       | Everton                 | Tottenham Hotspur Stadium | 24 de mayo | 15:00      |              |
| West Ham United        | v.s.       | Leeds United            | London Stadium            | 24 de mayo | 15:00      |              |

### Tabla de resultados cruzados
| Local \ Visitante      | ARS | AST | BOU | BRE | BRI | BUR | CHE | CRY | EVE | FUL | LEE | LIV | MCI | MUN | NEW | NFO | SUN | TOT | WHU | WOL |
| ---------------------- | --- | --- | --- | --- | --- | --- | --- | --- | --- | --- | --- | --- | --- | --- | --- | --- | --- | --- | --- | --- |
| Arsenal                | —   |     |     |     |     |     |     |     |     |     |     |     |     | a   |     |     |     | a   |     |     |
| Aston Villa            |     | —   |     |     |     |     |     |     |     |     |     |     |     |     | 0–0 |     |     |     |     |     |
| Bournemouth            |     |     | —   |     |     |     |     |     |     |     |     |     |     |     |     |     |     |     |     |     |
| Brentford              |     |     |     | —   |     |     | a   |     |     | a   |     |     |     |     |     |     |     |     |     |     |
| Brighton & Hove Albion |     |     |     |     | —   |     |     |     |     | 1–1 |     |     |     |     |     |     |     |     |     |     |
| Burnley                |     |     |     |     |     | —   |     |     |     |     |     |     |     |     |     |     |     |     |     |     |
| Chelsea                |     |     |     | a   |     |     | —   | 0–0 |     | a   |     |     |     |     |     |     |     |     |     |     |
| Crystal Palace         |     |     |     |     |     |     |     | —   |     |     |     |     |     |     |     |     |     |     |     |     |
| Everton                |     |     |     |     |     |     |     |     | —   |     |     | a   |     |     |     |     |     |     |     |     |
| Fulham                 |     |     |     | a   |     |     | a   |     |     | —   |     |     |     |     |     |     |     |     |     |     |
| Leeds United           |     |     |     |     |     |     |     |     | 1–0 |     | —   |     |     |     |     |     |     |     |     |     |
| Liverpool              |     |     | 4–2 |     |     |     |     |     | a   |     |     | —   |     | a   |     |     |     |     |     |     |
| Manchester City        |     |     |     |     |     |     |     |     |     |     |     |     | —   | a   |     |     |     |     |     |     |
| Manchester United      | 0–1 |     |     |     |     |     |     |     |     |     |     | a   | a   | —   |     |     |     |     |     |     |
| Newcastle United       |     |     |     |     |     |     |     |     |     |     |     |     |     |     | —   |     | a   |     |     |     |
| Nottingham Forest      |     |     |     | 3–1 |     |     |     |     |     |     |     |     |     |     |     | —   |     |     |     |     |
| Sunderland             |     |     |     |     |     |     |     |     |     |     |     |     |     |     | a   |     | —   |     | 3–0 |     |
| Tottenham Hotspur      | a   |     |     |     |     | 3–0 |     |     |     |     |     |     |     |     |     |     |     | —   |     |     |
| West Ham United        |     |     |     |     |     |     |     |     |     |     |     |     |     |     |     |     |     |     | —   |     |
| Wolverhampton          |     |     |     |     |     |     |     |     |     |     |     |     | 0–4 |     |     |     |     |     |     | —   |

## Estadísticas

### Récords
- Primer gol de la temporada: Anotado por Hugo Ekitike, en el Liverpool 4 – 2 Bournemouth (15 de agosto de 2025)
- Último gol de la temporada:
- Gol más rápido: Anotado a los 5 minutos por Chris Wood, en el Nottingham Forest 3 – 1 Brentford (17 de agosto de 2025)
- Gol más cercano al final del encuentro: Anotado a los 95 minutos y 59 segundos por Rodrigo Muniz, en el Brighton & Hove Albion 1 – 1 Fulham (16 de agosto de 2025)
- Mayor número de goles marcados en un partido: 6 goles, Liverpool 4 – 2 Bournemouth (15 de agosto de 2025)
- Partido con más espectadores:
- Partido con menos espectadores:
- Mayor victoria local: Sunderland 3 – 0 West Ham United, Tottenham Hotspur 3 – 0 Burnley (16 de agosto de 2025)
- Mayor victoria visitante: Wolverhampton Wanderers 0 – 4 Manchester City (16 de agosto de 2025)

### Máximos goleadores
Datos actualizados a 15 de agosto de 2025.
| Pos. | Jugador | Equipo | Goles | Part. | Prom. |
| ---- | ------- | ------ | ----- | ----- | ----- |
|      |         |        |       |       |       |
|      |         |        |       |       |       |
|      |         |        |       |       |       |
|      |         |        |       |       |       |
|      |         |        |       |       |       |
|      |         |        |       |       |       |
|      |         |        |       |       |       |
|      |         |        |       |       |       |
|      |         |        |       |       |       |

### Máximos asistentes
Datos actualizados a 15 de agosto de 2025.
| Pos. | Jugador | Equipo | Asistencias | Part. | Prom. |
| ---- | ------- | ------ | ----------- | ----- | ----- |
|      |         |        |             |       |       |
|      |         |        |             |       |       |
|      |         |        |             |       |       |
|      |         |        |             |       |       |
|      |         |        |             |       |       |
|      |         |        |             |       |       |
|      |         |        |             |       |       |
|      |         |        |             |       |       |
|      |         |        |             |       |       |

### Portero con menos goles recibidos
Datos actualizados a 15 de agosto de 2025.
| Pos. | Jugador | Equipo | Goles recibidos | Part. | Coef. |
| ---- | ------- | ------ | --------------- | ----- | ----- |
|      |         |        |                 |       |       |
|      |         |        |                 |       |       |
|      |         |        |                 |       |       |
|      |         |        |                 |       |       |
|      |         |        |                 |       |       |
|      |         |        |                 |       |       |
|      |         |        |                 |       |       |
|      |         |        |                 |       |       |
|      |         |        |                 |       |       |

### Anotaciones destacadas
Aquí se encuentra la lista de hat-tricks y póker de goles (en general, tres o más goles marcados por un jugador en un mismo encuentro) conseguidos en la temporada.
| Fecha | Jugador | Goles | Local | Resultado | Visitante | Jornada | Ref. |
| ----- | ------- | ----- | ----- | --------- | --------- | ------- | ---- |

### Autogoles
| Fecha | Jugador | Minuto | Local | Resultado | Visitante | Jornada | Ref. |
| ----- | ------- | ------ | ----- | --------- | --------- | ------- | ---- |

## Premios

### Premios mensuales
| Mes | Jugador del mes | Jugador del mes | Entrenador del mes | Entrenador del mes | Gol del mes | Gol del mes | Atajada del mes | Atajada del mes | Ref. |
| Mes | Jugador         | Equipo          | Técnico            | Equipo             | Jugador     | Equipo      | Jugador         | Equipo          | Ref. |
| --- | --------------- | --------------- | ------------------ | ------------------ | ----------- | ----------- | --------------- | --------------- | ---- |

## Fichajes

### Fichajes más caros del mercado de verano
| Jugador          | Club de destino   | Club de origen          | Precio (€)  | Ref.   |
| ---------------- | ----------------- | ----------------------- | ----------- | ------ |
| Florian Wirtz    | Liverpool         | Bayer Leverkusen        | 125.000.000 | [ 36 ] |
| Hugo Ekitike     | Liverpool         | Eintracht Fráncfort     | 80.000.000  | [ 37 ] |
| Benjamin Šeško   | Manchester United | RB Leipzig              | 76.500.000  | [ 38 ] |
| Bryan Mbeumo     | Manchester United | Brentford               | 75.000.000  | [ 39 ] |
| Matheus Cunha    | Manchester United | Wolverhampton Wanderers | 74.200.000  | [ 40 ] |
| Martín Zubimendi | Arsenal           | Real Sociedad           | 70.000.000  | [ 41 ] |
| Viktor Gyökeres  | Arsenal           | Sporting C. P.          | 65.800.000  | [ 42 ] |
| Mohammed Kudus   | Tottenham Hotspur | West Ham United         | 63.800.000  | [ 43 ] |
| João Pedro       | Chelsea           | Brighton & Hove Albion  | 63.700.000  | [ 44 ] |
| Anthony Elanga   | Newcastle United  | Nottingham Forest       | 61.400.000  | [ 45 ] |

| Datos actualizados a 13 de agosto de 2025. Fuentes: |